# Filipi
Filipi is een plaats in de gemeente Vižinada in de Kroatische provincie Istrië. De plaats telt 36 inwoners (2001).